# حفظ الغابات في الولايات المتحدة

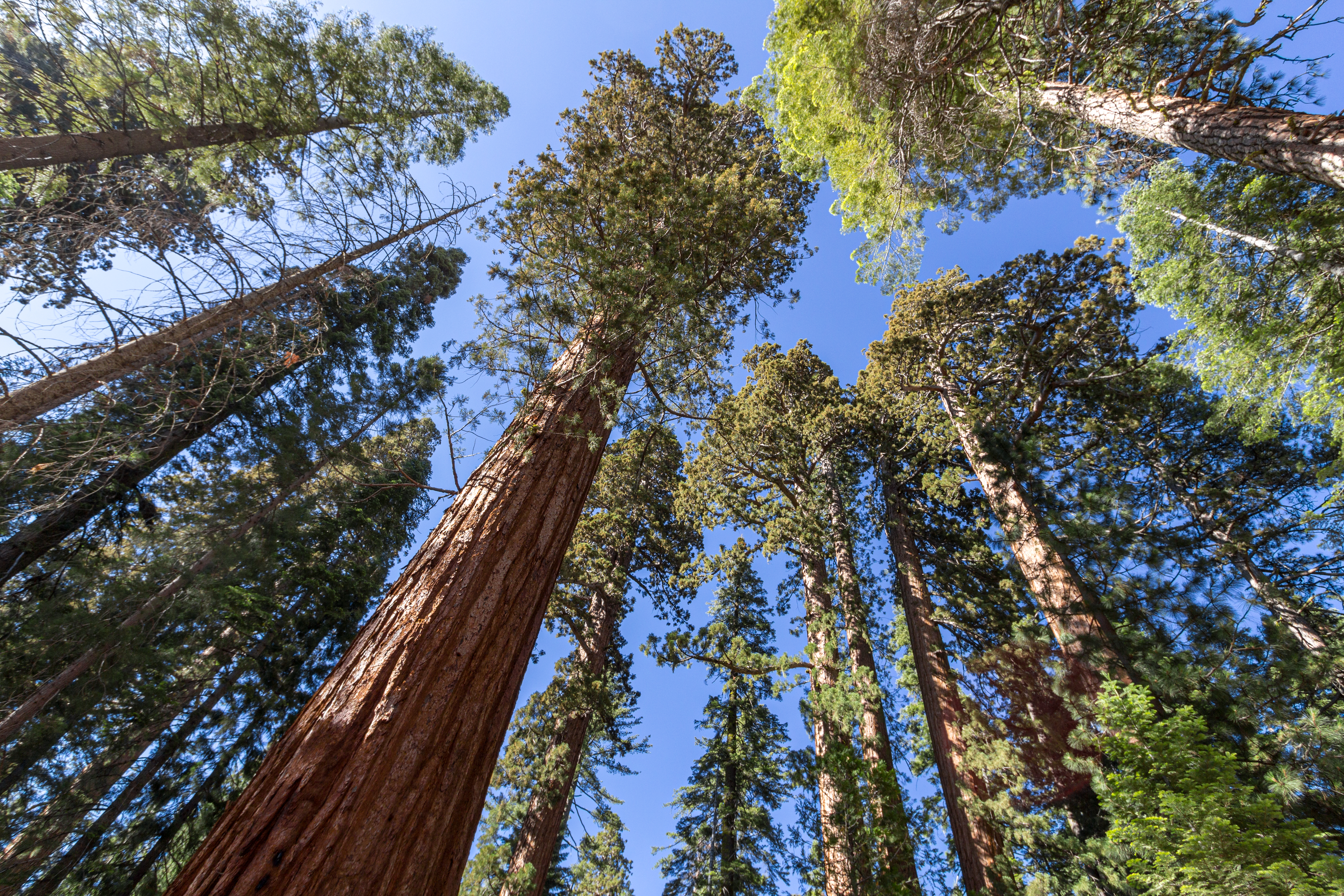
غابة ماربوسا للأشجار السيكويا العملاقة: مثال على جهود الحفاظ على الغابات في الولايات المتحدة

حفظ الغابات هو ممارسة التخطيط والحفاظ على مناطق الغابات لصالح الأجيال القادمة واستدامتها. يتضمن حفظ الغابات حماية الموارد الطبيعية المفيدة داخل الغابات للبشر والنظام البيئي على حد سواء. يعمل حفظ الغابات على صيانة المناطق الحرجية والتخطيط لها وتحسينها. توفر الغابات للحياة البرية موطنًا مناسبًا للعيش جنبًا إلى جنب مع تصفية المياه الجوفية ومنع جريان المياه السطحية.

## التاريخ
نحو عام 1900 في الولايات المتحدة، قاد غيفورد بنكوت حركة الحفظ. وجعل الحفظ كلمة شائعة في تطبيقه على الموارد الطبيعية. على مدى العقدين التاليين، انتشرت مهن التحريج على نطاق واسع. وبعد الحرب العالمية الأولى، أصبح التحريج قائمًا على التعاون بين ملاك الأراضي الخاصة والولايات والحكومة الفيدرالية. في 21 مارس 1933، أرسل الرئيس الأمريكي فرانكلين روزفلت رسالة إلى كونغرس الولايات المتحدة يطلب تعزيز موارد الغابات في الولايات المتحدة. وفي الأيام التالية، سن الكونغرس تأسيس أعمال الحفظ الطارئة. ويتألف هذا المشروع من خمسة وعشرين ألف رجل يعملون على حماية الغابات من خلال زراعة الأشجار وترميم مستجمعات المياه ومكافحة التعرية. وقد زُرع نحو 2.2 مليار شتلة وهو ما يمثل بداية الحفظ في الولايات المتحدة. في عام 1935، تأسست لجنة الموارد الطبيعية لفهم وتخطيط واستخدام الموارد الطبيعية. وبعد الحرب العالمية الثانية، ظهر رمز سموكي بير الأول على ملصق يمثل التعاون في الوقاية من الحرائق. سرعان ما أصبحت أيقونة سموكي بير واحدة من أفضل أيقونات الإعلان في الولايات المتحدة. عندما بدأ الناس يدركون أن الموارد محدودة داخل الغابات، بدأت جهود الحفظ.

## أنواع الغابات
هناك العديد من أنواع الغابات المختلفة. وتصنف أنواع الغابات المختلفة وفقًا للمناخ والموقع. 98٪ من الغطاء الحرجي في الولايات المتحدة هو طبيعي أما 2٪ المتبقية هي أراضٍ للمزارع. وتشكل الغابات 33٪ من الولايات المتحدة. ومن بين 33٪ من الولايات المتحدة التي تغطيها الغابات، تشكل نسبة 37٪ الغابات شبه الاستوائية، و48٪ تشكل الغابات المعتدلة. أما نسبة 15٪ المتبقية فتشكل غابات شبه قطبية (أو شمالية).

### الغابة الشمالية (تايغا)
تقع الغابات الشمالية (التايغا) في المناطق الشمالية من الولايات المتحدة. وتتكون كندا من غابات شمالية. تتمتع هذه الغابات بشتاء بارد طويل وصيف معتدل قصير. ويمكن أن يصل هطول الأمطار إلى أكثر من 200 سم في السنة عادة يكون على شكل ثلوج. وبسبب المناخ البارد في الغابات الشمالية، يبلغ موسم النمو 3 أشهر. وتتكون الغابات الشمالية من أشجار دائمة الخضرة ونباتات حزازية وأشنيات. النباتات الحزازية هي أنواع نباتية تزدهر في المناطق الرطبة. ويمكن أن تتحمل هذه النباتات فترات الجفاف أيضًا عن طريق الاحتفاظ بالماء والرطوبة في الأوراق الميتة والخلايا. أما الأشنيات فهي كائنات حية على شكل خيوط فطرية. والطحالب هي شكل من أشكال الأشنة في الغابات الشمالية.

### الغابة المعتدلة
الغابات المعتدلة هي غابات ذات مستويات عالية من هطول الأمطار. إذ يتراوح معدل هطول الأمطار السنوي بين 20 و60 بوصة على شكل مطر أو ثلوج. تتراوح درجات الحرارة في الغابات المعتدلة من -22 درجة فهرنهايت إلى 86 درجة فهرنهايت. وتوجد الغابات المعتدلة داخل الولايات المتحدة في المنطقة الشرقية. الغابات المعتدلة قادرة على دعم مجموعة من الأنواع المختلفة بسبب كمية الأمطار الكبيرة. تهيمن النباتات الحزازية والأشنيات على أرضية الغابة بالإضافة إلى أشجار متوسطة الحجم فوقها مثل أشجار قرانيا. وتغطى الظلة العلوية بأشجار أكبر مثل أشجار القيقب، وأشجار القضبان، وأشجار الجوز.

### الغابة شبه الاستوائية
توجد الغابات شبه الاستوائية في الولايات المتحدة على طول الولايات الحدودية الجنوبية. تتكون هذه الغابات من أنواع دائمة الخضرة وأنواع نفضية (متساقطة الأوراق). الأنواع دائمة الخضرة هي أنواع نباتية تحتفظ بأوراقها على مدار السنة بينما تفقد الأنواع النفضية أوراقها سنويًا. ويعزز هذا المناخ الدافئ الثابت إلى جانب هطول الأمطار بشكل منتظم نمو النبات أكثر من أي بيئة أخرى في الولايات المتحدة.

## تهديدات الغابات
إن إزالة الغابات تشكل تهديدًا وفقًا للحراجيين. وإزالة الغابات هي التدمير الدائم للغابات والأراضي الخشبية. وتُزال الغابات عن طريق قطع الأشجار التجاري، وتحويل الأراضي الخشبية إلى أراضٍ زراعية، وقطع الأشجار من أجل الحطب ومواد البناء. وقطع الأشجار التجاري هو حصاد منتجات الأخشاب من أجل الربح المكتسب من بيع المنتج. ويعد قطع الأشجار غير القانوني تهديدًا للغابات. إذ أنه يحدث لتحقيق مكاسب اقتصادية دون إذن. فهذه الطريقة تشكل تهديدًا لأنها تعيق خطط وحماية الغابة. وتُزال الغابات لصالح مشاريع التخطيط الحضري والبناء. وحين تُزال الغابات لهذه الأغراض، فذلك يخلق المشاكل التي تُقلق الحراجيين. وعندما تُستخدم الآلات الثقيلة لإزالة الغابات أو تطوير الأرض، تصبح التربة مرصوصة. وحين ذلك، تُضغط جزيئات التربة بإحكام. ويؤدي هذا الرص إلى عدم امتصاص جذور الأشجار لإمدادات المياه، الأمر الذي يمكن أن يكون مميتًا لنمو الأشجار. ويمكن أن يؤدي رص التربة أيضًا إلى حدوث فيضانات. إذ لا يمكن للتربة المرصوصة تصفية المياه الجوفية في التربة، وبالتالي يمكن أن تتراكم المياه على السطح ما يخلق الفيضانات نتيجة لذلك.
انقراض الأنواع هو تهديد آخر للغابات. مع إزالة الغابات، تعاني الأنواع الحيوانية والنباتية. إذ لا يمكن للأنواع الحيوانية أن تعيش دون الاحتياجات الكافية لأسلوب حياتها. وتحتاج هذه الحيوانات إلى غطاء نباتي وغذاء ومناطق آمنة لعملية التكاثر. ويؤدي تغيير بيئتها إلى تعطيل دورة حياة الأنواع الحيوانية وهي في كثير من الأحيان غير قادرة على التكيف. وتُفقد مصادر الغذاء بسبب إزالة الغابات. تستهلك الأنواع الحيوانية النباتات للحفاظ على وجودها. ولكن مع إزالة الغابات يمكن أن يؤدي ذلك إلى عدم قدرة الحيوانات على العثور على الطعام من أجل البقاء. ويشكل الاستخدام الترفيهي غير المُدار تهديدًا للغابات. والاستخدام غير المُدار هو استخدام الأراضي الحرجية من قبل العامة بمعدل غير منضبط. ومع تزايد الاستخدام الترفيهي بين الغابات، لاحظ الحراجيون زيادة في إدارة الأراضي اللازمة.
تهدد الأنواع المجتاحة النظم البيئية للغابات. وهذه الأنواع المجتاحة هي أي نوع غير أصلي في النظام البيئي ويسبب أضرارًا اقتصادية وبيئية. وتسبب الأنواع المجتاحة اضطرابات في وظيفة النظام البيئي. وهذه الأنواع لا تؤثر فقط على النباتات داخل الغابة، ولكنها يمكن أن تؤثر أيضًا على الحيوانات داخل النظام البيئي. والأثر المالي الذي تسببه الأنواع المجتاحة هو 138 مليار دولار سنويًا مع خسائر اقتصادية وتكاليف مراقبة.

## التقنيات
تُستخدم تقنيات حفظ الغابات لتحسين مناطق الغابات وجعل الموارد المتاحة مستدامة.

### التشجير
التشجير هو طريقة استباقية تستخدم لتحسين الغابات. والتشجير هو زراعة الأشجار لأغراض تجارية. وقد حال توريد الأخشاب والمنتجات الخشبية من المناطق الحرجية دون الإفراط في استخدام الغابات الطبيعية وتدميرها. بدلاً من أخذ الموارد من الغابات الطبيعية الموجودة، فإن عملية التشجير تستخدم لزرع الأشجار واستخدامها كموارد بدلاً من الغابات الموجودة بشكل طبيعي. وتحدث عملية التشجير عندما يجري إدخال زراعة الأشجار إلى منطقة لم تكن تحتوي أشجارًا من قبل. وهذا يخلق موطنًا للحياة البرية والمناطق الترفيهية والاستخدام التجاري مع عدم إلحاق الضرر بالغابات الطبيعية.

### إعادة التحريج
إعادة التحريج هي طريقة أخرى لاستدامة الغابات من خلال تحسين مناطق الغابات الموجودة. وهي طريقة لزراعة الأشجار في منطقة حرجية موجودة مسبقًا. وتُستخدم هذه الطريقة كرد فعل على إزالة الغابات. فعندما تُزال الغابات، يمكن إعادة تشجيرها عن طريق زراعة الأشجار في نفس المنطقة لإعادة بناء الغابة القائمة. 

### القطع الانتقائي
يعد قطع الأشجار الانتقائي (رفع الجودة) طريقة أخرى تستخدم لتلبية احتياجات كل من الغابات والبشر الذين يبحثون عن موارد اقتصادية. وفيه تُزال الأشجار ضمن معيار يرتكز على قيود الحجم. وتسمح هذه التقنية بتجدد الغابات بين دورات الحصاد الانتقائية وبعدها.